# テーマ・オブ・シークレッツ
『テーマ・オブ・シークレッツ』（Theme of Secrets）は、イングランドのミュージシャン、エディ・ジョブソンが1985年に発表した、ソロ・プロジェクトとしては2作目のスタジオ・アルバム。

## 解説
ピーター・バウマン（元タンジェリン・ドリーム）が1984年に設立したレーベル「プライヴェート・ミュージック」から発売された。バウマンは1984年初頭にジョブソンの前作『ザ・グリーン・アルバム』を聴いて、特にシーケンサーによる短いパートに感銘を受け「壮大な音作りと超絶技巧だけが能のキーボーディストではない」と感じ、自身のレーベルからジョブソンの作品をリリースすることにしたという。Paul Kohlerはオールミュージックにおいて満点の5点を付け「シンクラヴィア・コンピューターを使用して生み出されたサウンドスケープの傑作」と評している。

## 収録曲
全曲ともエディ・ジョブソン作。
1. インナー・シークレッツ - "Inner Secrets" – 3:50
2. 勢力圏 - "Spheres of Influence" – 3:00
3. ザ・ソジャーン - "The Sojourn" – 6:35
4. 氷の祭 - "Ice Festival" – 5:34
5. テーマ・オブ・シークレッツ - "Theme of Secrets" – 5:28
6. ウィーンの思い出 - "Memories of Vienna" – 4:59
7. レイクミスト - "Lakemist" – 6:02
8. アウター・シークレッツ - "Outer Secrets" – 5:35

## 参加ミュージシャン
- エディ・ジョブソン - シンクラヴィア